# Фен (Ер)
Фен (фр. Fains) насеље је и општина у северној Француској у региону Горња Нормандија, у департману Ер која припада префектури Евре.
По подацима из 2011. године у општини је живело 405 становника, а густина насељености је износила 107,43 становника/km². Општина се простире на површини од 3,77 km². Налази се на средњој надморској висини од 120 метара (максималној 126 m, а минималној 40 m).

## Демографија
| 1962. | 1968. | 1975. | 1982. | 1990. | 1999. | 2011. |
| ----- | ----- | ----- | ----- | ----- | ----- | ----- |
| 189   | 209   | 286   | 296   | 355   | 327   | 405   |

График промене броја становника у току последњих година